# Thompsoniana vandepolli
Thompsoniana vandepolli är en skalbaggsart som först beskrevs av Conrad Ritsema 1899.  Thompsoniana vandepolli ingår i släktet Thompsoniana och familjen långhorningar. Inga underarter finns listade i Catalogue of Life.